# قلعه کوهیج
قلعه کوهیج  یک بنای تاریخی مربوط به دوره صفویه، پهلوی است و در شهر کوهیج، بخش مرکزی، شهرستان بستک، استان هرمزگان واقع شده است. این اثر در تاریخ ۲۴ اسفند ۱۳۸۴ با شمارهٔ ثبت ۱۵۳۸۳ به‌عنوان یکی از آثار ملی ایران به ثبت رسید‌‌ه‌است.
«قلعهٔ کوهیج» یکی از قلعه‌ها ومستحکمات دوران گذشته‌است. مصالح به کاررفته، سنگ‌های بزرگ و ملاط آن گل و گچ و ساروج است.
در زمان اغتشاش و شورش و نا امنی منطقهٔ بستک وجهانگیریه، وخروج عده‌ای علیه حاکمان محلی چندین بار قلعهٔ کوهیج مورد حمله قرار گرفته‌است.
در زمان حکم (محمد رفیع خان) که بیشتر توجه بامور شرعی داشت و به امور انتظامی وسیاست علاقه چندانی نمی‌ورزید، عده‌ای یاغی شدند وشورش وغوغا برپا نموده وباعث نا امنی در منطقه شده بودند. تاج الدین نامی
که سمت کدخدایی شهر کوهیج به عهده داشته بود به‌مخالفت محمد رفیع خان برخاست و قلعه‌کوهیج که سراخانه مستحفظین گماشتگان حکومتی محمد رفیع خان بود غفلتاً اشغال نموده وتفنگداران محمد رفیع خان را بیرون رانده و از پرداخت مالیات و انجام مراجعات حکومتی خود داری نموده و از زیر فرمان محمد رفیع خان بیرون می‌رود، بعد از مدتی تمام اشغالگران ویاغی گران دستگیر ومحاکمه وزندانی می‌شوند.
این قلعه روی تپه‌ای در پایهٔ کوه گاه‌بست واقع شده‌است.